# MLB 2K13
《MLB 2K13》是一款棒球電子遊戲，由Visual Concepts開發，2K Sports發行。《MLB 2K13》是MLB 2K系列的最後一款作品。遊戲於2013年3月5日在PlayStation 3和Xbox 360平台上推出。

## 評價
本作在上市後獲得的評價非常不好，甚至還不如前作《2K12》。主要是因為介面與前作《2K12》相似度極高，加上本作取消了Online League模式。導致本作批評聲浪不斷。
《MLB 2K13》獲得了IGN 4.5分的評價，IGN認為，本作的核心玩法效果雖然很好，但是與前作《2K12》相比，本作都沒有任何改變。並且認為選擇《MLB 2K13》當作棒球遊戲是個愚蠢的決定，如果要玩棒球遊戲就要玩《MLB 13 The Show》。
1. ↑  . www.metacritic.com.   [2024-01-09]. （原始内容存档于2024-01-09） （英语）.